# Papagayo-Strände

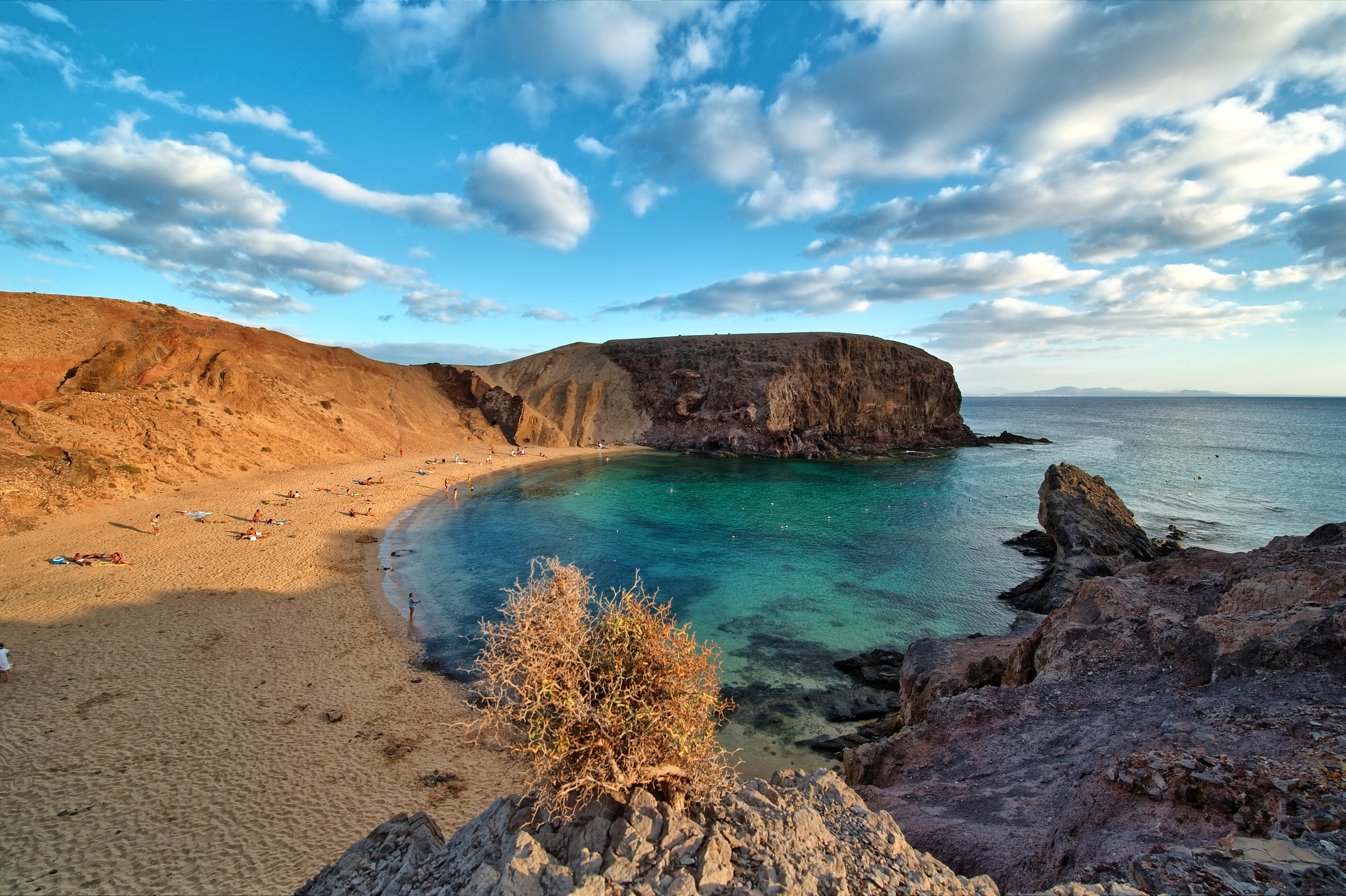
Playa el Papagayo von Westen gesehen

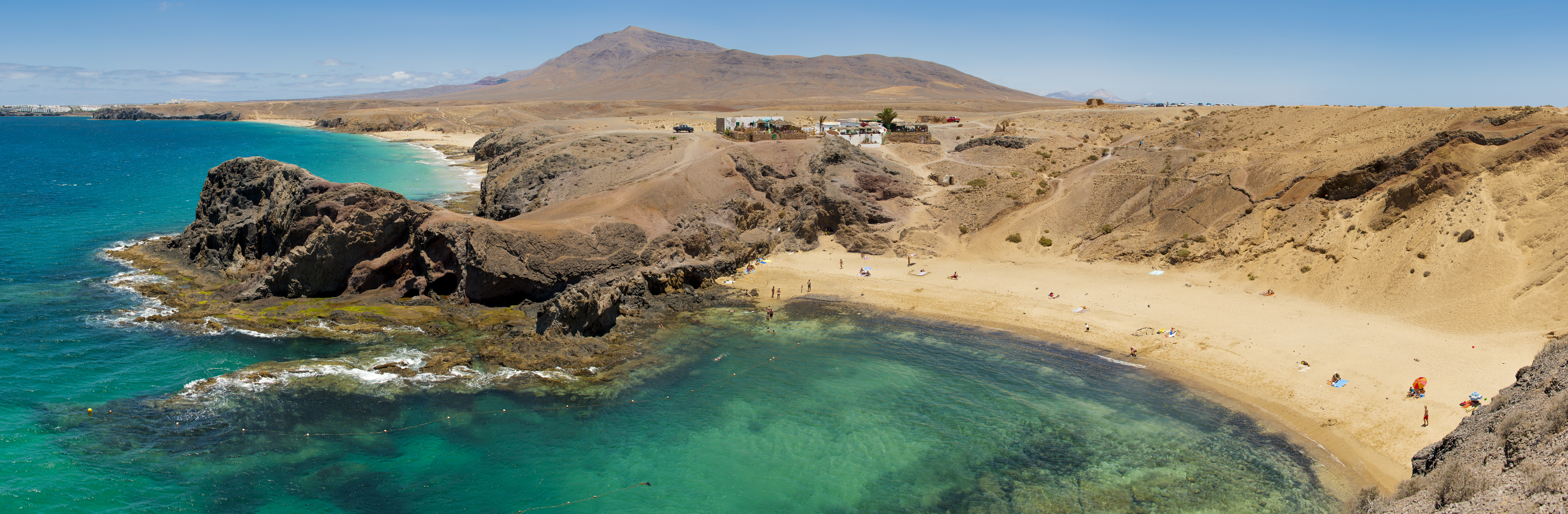
Playa el Papagayo von Osten gesehen

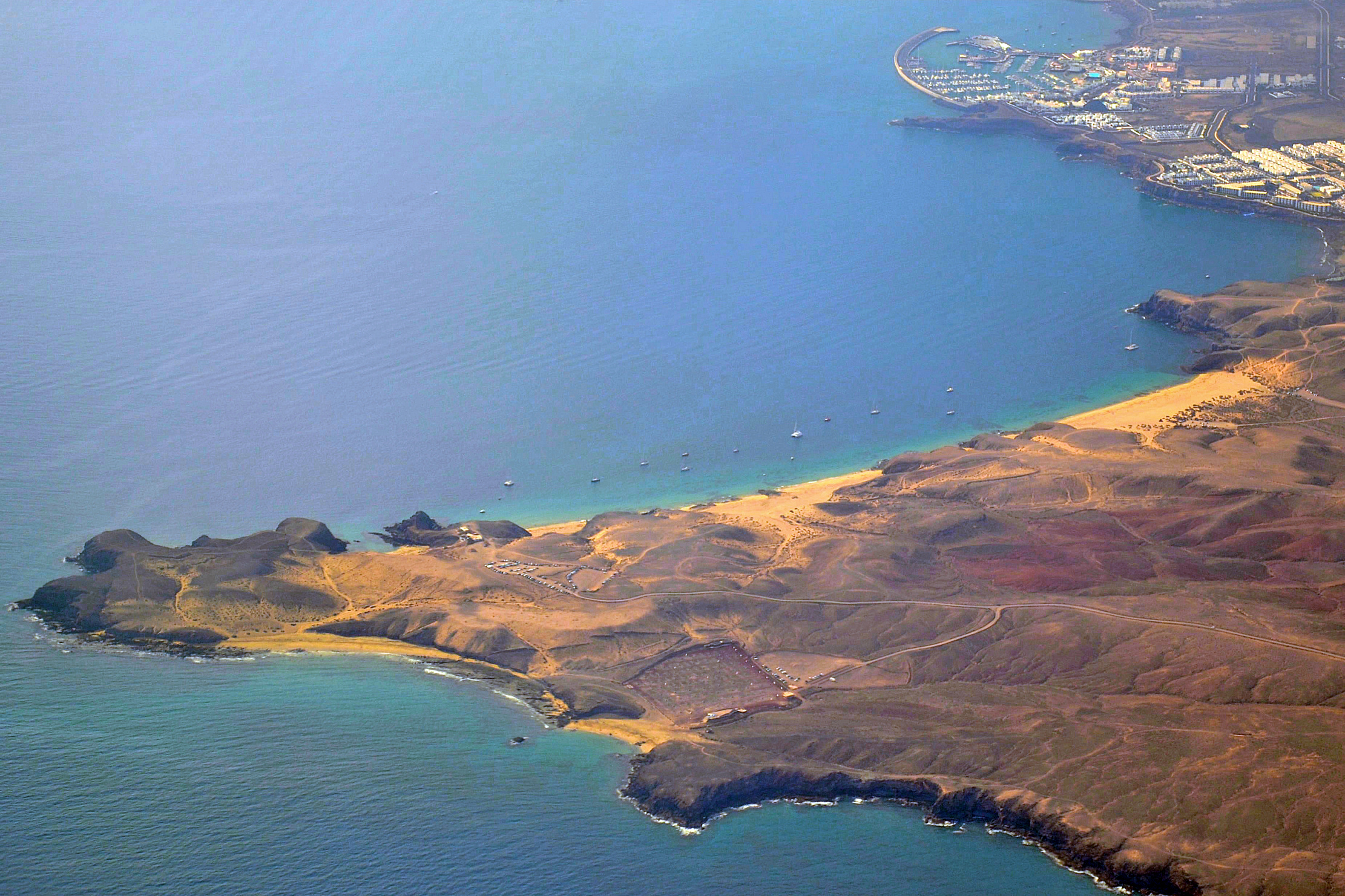
Papagayo-Strände, Luftbild

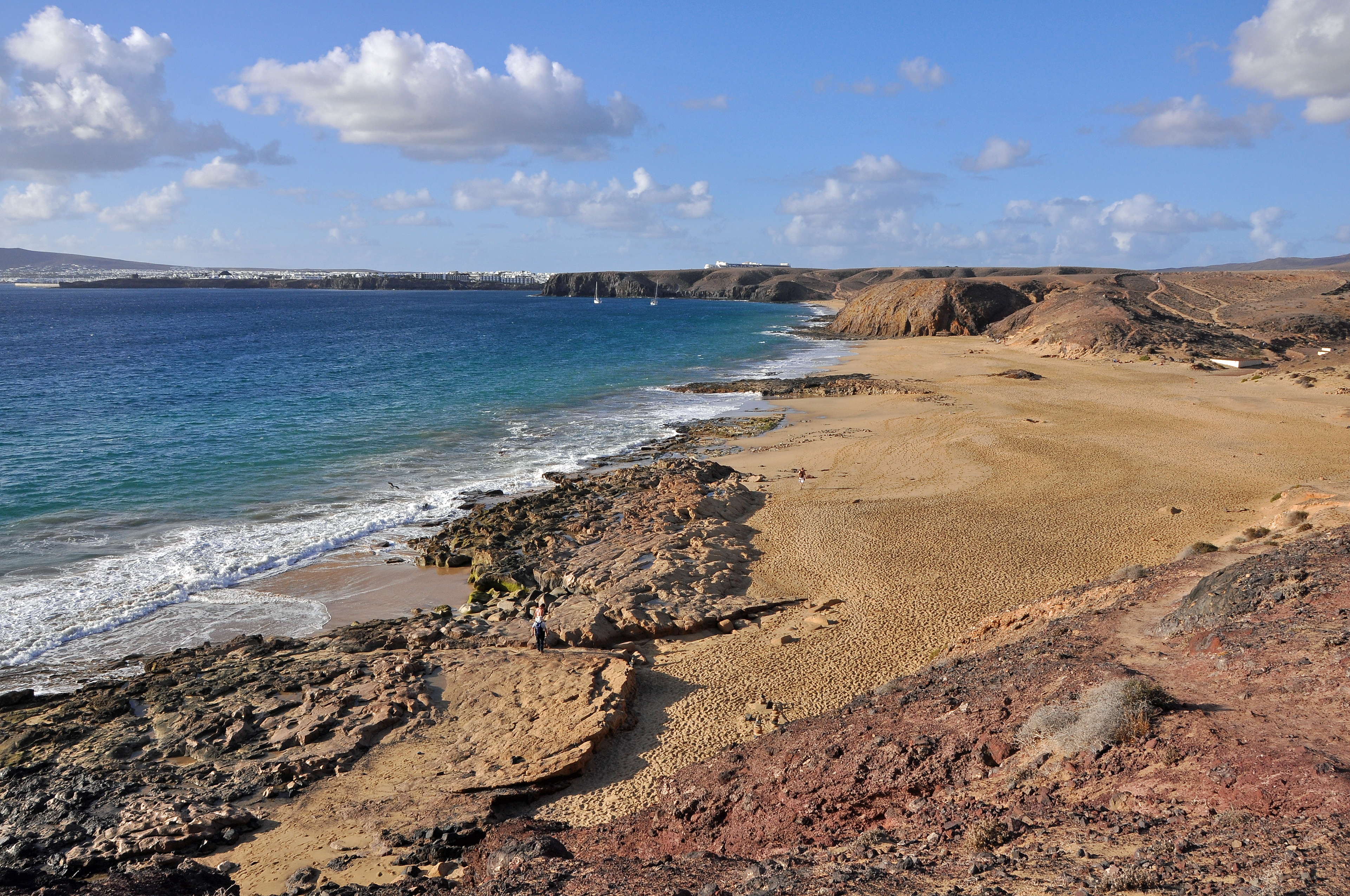
Playa Mujeres

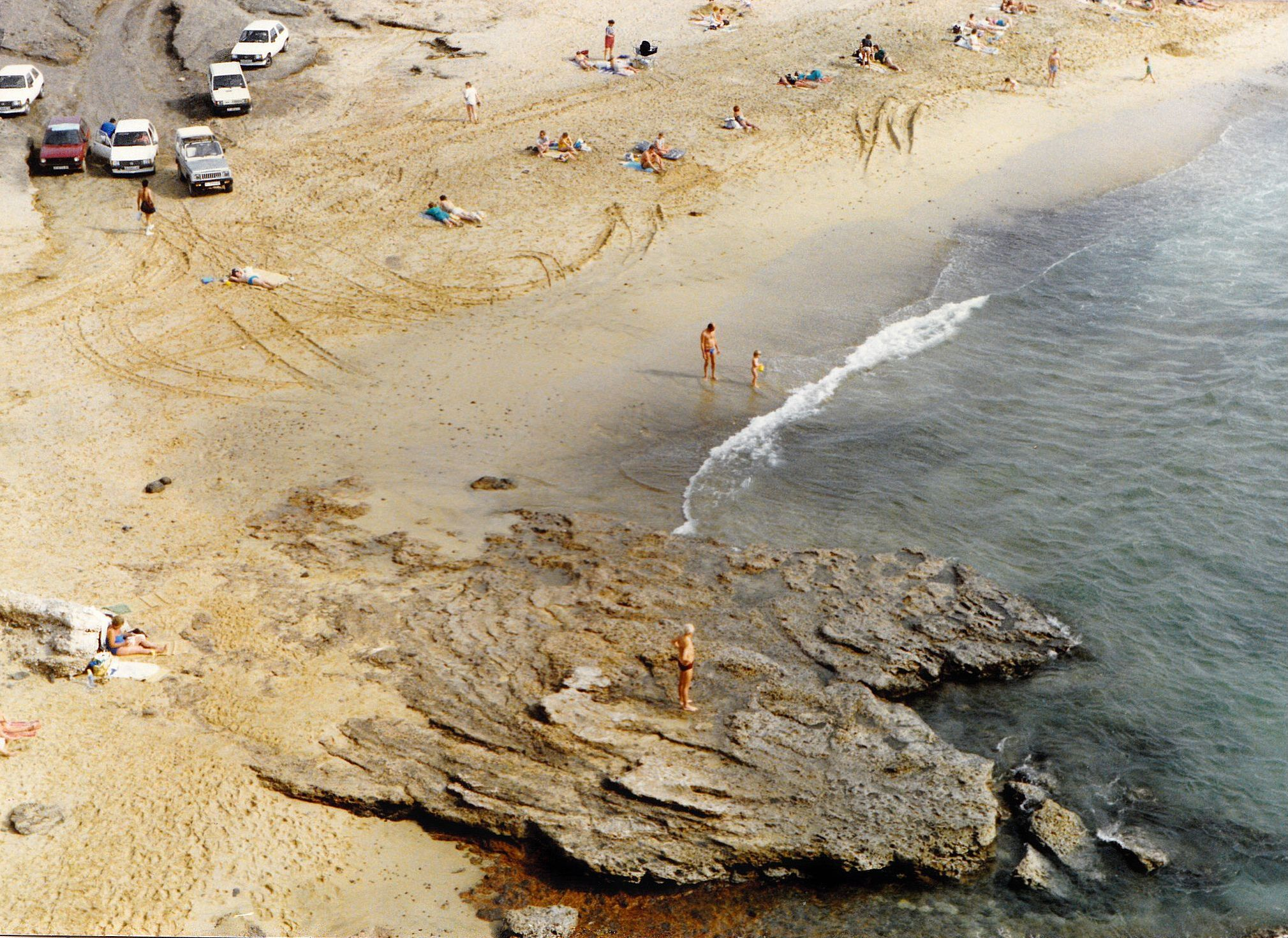
Aufnahme von 1987 vor Regulierung der motorisierten Zufahrt

Die Papagayo-Strände (span. Playas de Papagayo, auch Playas Punta del Papagayo) sind ein Strandrevier im Südosten der zu Spanien gehörigen Kanarischen Insel Lanzarote. Sie werden vielfach als Traumstrände bezeichnet und gelten als eines der schönsten Badereviere der Kanaren. Die Region gehört zum Naturschutzgebiet Monumento Natural de los Ajaches und ist damit weitgehend vor Bebauung geschützt.

## Lage und Name
Die Strände liegen im Gemeindegebiet von Yaiza am südöstlichen Rand der Rubicón-Ebene, wenige Kilometer östlich von Playa Blanca.
In dieser Gegend errichteten 1402 die Eroberer Jean de Béthencourt und Gadifer de la Salle die Befestigungsanlage Rubicón.
Die Papagayo-Strände besteht aus sieben bis zu etwa 400 Meter langen und bis 85 Meter breiten feinsandigen Stränden:
- Playa el Papagayo
- Playa Puerto Muelas
- Playa Caleta del Congrio
- Playa de la Cera (Cerita)
- Playa de la Cruz o del Pozo
- Playa Mujeres
- Playa Caletón de San Marcial[3]

Der Name Papagayo wird sowohl für die ganze Strandgruppe als auch für die Punta de Papagayo verwendet, die als felsige Landzunge die südöstlichste Inselspitze von Lanzarote markiert. Namensgeber soll ein im 16. Jahrhundert vor der Küste gesunkenes Piratenschiff namens El Papagayo gewesen sein.

## Zugang
Man erreicht die Strände entweder auf einem Küstenpfad, per Bootstaxi von Playa Blanca aus oder per Auto über sandige Pisten. Seit 1998 ist die Zufahrt kostenpflichtig. Damit nicht quer durchs Gelände gefahren wird, wurde das Wegenetz aus Umweltschutzgründen durch große Felsbrocken begrenzt.
Zu Fuß folgt man vom Hafen in Playa Blanca zunächst der Fußgängerpromenade, bis diese an der Playa de las Coloradas am östlichen Rand der Ferienstadt endet. Dort beginnt ein zumeist sandiger Küstenpfad, der etwas oberhalb der Strandreviere zur Punta de Papagayo führt. Für den Hin- und Rückweg der Wanderung sind etwa vier Gehstunden einzuplanen. Von den Stränden aus kann man zu den Nachbarinseln Fuerteventura und Lobos sehen. Auf den Lavaklippen zwischen den Stränden Playa Pozo und Playa el Papagayo, befindet sich ein einfaches Strandlokal.